# Canzoni del tour 95/96
Canzoni del tour 95/96 è un album di Roberto Benigni pubblicato nel 1996.

## Tracce
1. La banda del pinzimonio – 1:18
2. Quando penso a Berlusconi – 10:08
3. È tutto mio – 4:00
4. Quanto t'ho amato – 4:46
5. La banda del pinzimonio (finale) – 1:22